# Marian Maciejewski (filolog)
Marian Maciejewski (ur. 21 marca 1937 w Zberzynie k. Konina, zm. 22 września 2013 w Lublinie) – polski filolog, specjalizujący się w historii literatury polskiej oświecenia i romantyzmu, profesor zwyczajny i nauczyciel akademicki KUL, w latach 1979–1996 i 2005–2007 kierownik Katedry Literatury Oświecenia i Romantyzmu KUL, autor przełomowych prac z zakresu romantyzmu, Rady Programowej Instytutu Badań nad Twórczością Cypriana Norwida, zespołu redakcyjnego „Roczników Humanistycznych”. Marian Maciejewski ukończył wieloletnią formację w ramach Drogi Neokatechumenalnej i jako świecki katechista prowadził ewangelizację na Ukrainie, w Polsce, Słowacji, na Litwie, Białorusi i w Gruzji.

## Kariera naukowa
Marian Maciejewski urodził się 21 marca 1937 w Zberzynie koło Konina. W latach 1956–1961 studiował polonistykę na KUL, a po ich zakończeniu przez dwa lata był stypendystą naukowym, a później asystentem i starszym asystentem II Katedry Historii Literatury Polskiej KUL, która w 1978 została przemianowana na Katedrę Literatury Polskiej Oświecenia i Romantyzmu. Był uczniem prof. Czesława Zgorzelskiego. Pracę doktorską „W kręgu narodzin polskiej powieści poetyckiej” obronił w 1969, a stopień doktora habilitowanego uzyskał w 1978 na podstawie rozprawy „Poetyka – Gatunek – Obraz. W kręgu poezji romantycznej”, której bronił w Instytucie Badań Literackich PAN. Tytuł naukowy profesora otrzymał 1988. Prof. Maciejewski był promotorem wielu prac magisterskich i doktorskich. Recenzował także wiele rozpraw doktorskich i habilitacyjnych. W swojej działalności naukowej zajmował się badaniami twórczości czołowych romantyków polskich: Mickiewicza, Słowackiego, Malczewskiego, Rzewuskiego, czy Chodźki. Prof. Czesław Zgorzelski zaliczał Maciejewskiego do współtwórców „lubelskiej szkoły” badania romantyzmu, którą sam Maciejewski określał w kategorii genologii historycznej. Prace Maciejewskiego w znacznym stopniu przyczyniły się między innymi do ukonstytuowania się w teorii literatury i naukowego opisu dwóch – istotnych w twórczości z I połowy XIX w. – gatunków literackich: powieści poetyckiej oraz gawędy romantycznej. Maciejewski powoływał się na koncepcję „słowa przedstawionego” jako efektu opisu struktury językowej gawędy i odrzucał tezę o jej amorfizmie.
Przez ponad 20 lat Marian Maciejewski prowadził także zajęcia z zakresu literatury religijnej i języka polskiego w katolickich seminariach duchownych: w Krakowie, Włocławku, Lublinie, na Skałce w Krakowie oraz w Kazimierzu Biskupim.
Profesor Maciejewski był także członkiem oddziału lubelskiego Polskiej Akademii Nauk i uczestniczył w pracach jego Komisji Polsko-Ukraińskich związków kulturowych. W 1999 Maciejewski zredagował i opatrzył wstępem antologię poezji Słowackiego, wydaną w języku ukraińskim.

## Wiara
W swojej pracy dydaktycznej zaproponował autorską koncepcję tzw. kerygmatycznej interpretacji literatury. Wykłady z tego zakresu wygłaszał także na Wydziale Teologicznym Katolickiego Uniwersytetu Lubelskiego (sekcja pastoralna). Jak sam podkreślał – ten wymiar pracy dydaktycznej splatał się silnie z procesem przemiany jego osobistej świadomości chrześcijańskiej. W swojej pracy wyjaśniał, że „kerygmatyczna interpretacja literatury zakłada szczególne dyspozycje hermeneutyczne wypływające z egzystencjalnego spotkania z Chrystusem zmartwychwstałym”, czyli „doświadczenie wiary chrześcijańskiej, a nie religii w sensie religijności tak zwanej naturalnej, czy tylko doktrynalne wyposażenie tekstu”. Prof. Maciejewski był prekursorem takiej interpretacji literatury i poszukiwał metod badawczych.
Marian Maciejewski ukończył wieloletnią formację w ramach Drogi Neokatechumenalnej. Z jej ramienia był odpowiedzialnym za ewangelizację Ukrainy. Głosił katechezy w Polsce, Słowacji, na Litwie, Białorusi i w Gruzji.

## Publikacje[11]
Książki:
- Marian Maciejewski: Narodziny powieści poetyckiej w Polsce. Zakład Narodowy im. Ossolińskich, 1970, s. 353, seria: Z Dziejów Form Artystycznych w Literaturze Polskiej, t. 19.
- Marian Maciejewski: Poetyka – gatunek – obraz. W kręgu poezji romantycznej. Zakład Narodowy im. Ossolińskich, 1977, s. 170, seria: Z Dziejów Form Artystycznych w Literaturze Polskiej, t. 48.
- Marian Maciejewski: „ażeby ciało powróciło w słowo”. Próba kerygmatycznej interpretacji literatury. Red. Wydawnictw Katolickiego Uniwersytetu Lubelskiego, 1991, s. 186.

Prace redakcyjne:
- Marian Maciejewski: „Choć Radziwiłł, alem człowiek...”: Gawęda romantyczna prozą. Kraków: Wydawnictwo Literackie, 1985, s. 472.
- Marian Maciejewski: Obraz literatury polskiej XIX i XX wieku, red. nacz. K. Wyka, H. Markiewicz, I. Wyczańska; seria 3: Literatura krajowa w okresie romantyzmu 1831-1863, t. 2: zespół red. M. Janion, M. Dernałowicz, [...], Kraków 1988, [[[Wydawnictwo Literackie]], ss. 995, 136nlb., IBL PAN.
- Marian Maciejewski: Obraz literatury polskiej XIX i XX wieku, red. nacz. S. Żółkiewski, H. Markiewicz, I. Wyczańska;- seria 3: Literatura krajowa w okresie romantyzmu 1831-1863, t. 3, pod red. M. Janion, [...], M. Gumkowskiego, Warszawa 1992, ss. 529, IBL PAN.
- Marian Maciejewski: Religijne tradycje literatury polskiej pod red. S. Sawickiego, t. 7: Religijny wymiar literatury polskiego romantyzmu, pod red. D. Zamącińskiej, [...], Lublin 1995, ss. 279, TNKUL.
- Marian Maciejewski: Czesław Zgorzelski. Uczony i Wychowawca, pod red. D. Paluchowskiej i [...], Lublin 2002, ss. 255, 1nlb., RW KUL.
- Marian Maciejewski: Wobec romantyzmu. Studia i szkice ofiarowane Profesor Danucie Zamącińskiej-Paluchowskiej, pod red. M. Łukaszuk, [...], Lublin 2006, ss. 498, 2nlb., TN KUL JP II.

Studia, szkice, hasła autorskie:
- Marian Maciejewski: Od erudycji do poznania. Z dziejów romantycznej liryki opisowej, „Roczniki Humanistyczne” 1966, z.1, s. 5-79.
- Marian Maciejewski: Od „Sonetów krymskich” do „pełtewnych”, „Ruch Literacki” 1967, z. 6, s. 343-353.
- Marian Maciejewski: „Kształty poetyckie i razem realne” w liryce mistycznej Słowackiego, „Roczniki Humanistyczne” 1971, z.1, s. 113-126.
- Marian Maciejewski: Śmierci „czarne w piersiach blizny”. O Marii Malczewskiego, „Pamiętnik Literacki” 1980, nr 3, s. 85-107.
- Marian Maciejewski: Spojrzenie „w górę” i „wokoło” (Norwid - Malczewski), „Roczniki Humanistyczne” 1976, z. 1, s. 233-247.
- Marian Maciejewski: Fatum ukrzyżowane, „Studia Norwidiana” 1983, z. 1, s. 31-47.
- Marian Maciejewski: Jeszcze o liryce rzymsko-drezdeńskiej Mickiewicza. (Próba interpretacji kerygmatycznej), [w:] Sacrum w literaturze, pod red. J. Gotfryda, S. Sawickiego, M. Jasińskiej-Wojtkowskiej, Lublin 1983, TN KUL s. 229-255.
- Marian Maciejewski: Biblia, Powieść poetycka, Tajemnica, [w:] Słownik literatury polskiej XIX wieku, pod red. J. Bachórza, A. Kowalczykowej, Wrocław 1991, Zakład Narodowy im. Ossolińskich - Wydawnictwo, s. 81-92; 749-755; 928-932.
- Marian Maciejewski: Pejzaż ukraiński w liryce Słowackiego, [w:] Słowacki i Ukraina, pod red. M. Woźniakiewicz-Dziadosz, Lublin 2003, Wydawnictwo UMCS, s. 23-36.
- Marian Maciejewski: Jeszcze o romantykach Jana Lechonia, [w:] Wobec romantyzmu. Studia i szkice ofiarowane Profesor Danucie Zamącińskiej-Paluchowskiej, pod red. M. Łukaszuk, [...], Lublin 2006, TN KUL JP II, s.147-155.